# Walentina Cariowa
Walentina Georgijewna Cariowa (ros. Валенти́на Гео́ргиевна Царёва, ur. 5 grudnia 1926 w Płoskowie, zm. 12 maja 2015 w Sankt Petersburgu) – radziecka biegaczka narciarska, złota medalistka mistrzostw świata. W 1954 roku wystartowała na mistrzostwach świata w Falun. Osiągnęła tam największy sukces w swojej karierze wspólnie z Lubow Kozyriewą i Margaritą Maslennikową zdobyła złoty medal w sztafecie 3x5 km.

## Osiągnięcia

### Mistrzostwa świata
| Miejsce | Dzień     | Rok  | Miejscowość | Konkurencja             | Czas biegu | Strata | Zwyciężczyni    |
| ------- | --------- | ---- | ----------- | ----------------------- | ---------- | ------ | --------------- |
| 1.      | 17 lutego | 1954 | Falun       | Sztafeta 3x5 km         | 1:05:54    | -      | -               |
| DNS     | 21 lutego | 1954 | Falun       | 10 km stylem klasycznym | 40:14      | -      | Lubow Kozyriewa |